# Tchmori
Tchmori – wieś w Gruzji, w regionie Racza-Leczchumi i Dolna Swanetia, w gminie Ambrolauri. W 2014 roku liczyła 36 mieszkańców.